# غيكس فون كيون
غيكس فون كيون (بالإنجليزية: GeeksPhone Keon)‏ هو هاتف ذكي يعمل بنظام فيرفكس، تم طرحه في الأسواق في 23 أبريل 2013.

## الخصائص
- نظام التشغيل: فيرفكس
- الشاشة: شاشة لمس
- الوزن: 4.2 أونصة (120 غ)